# Drimia mzimvubuensis
Drimia mzimvubuensis är en sparrisväxtart som beskrevs av Van Jaarsv. Drimia mzimvubuensis ingår i släktet Drimia och familjen sparrisväxter. Inga underarter finns listade i Catalogue of Life.